# موسیقی شعر
موسیقی شعر کتابی‌است نوشتهٔ محمّدرضا شفیعی کدکنی دربارهٔ وزن و قافیه و موسیقی شعر که به نقد و بررسی این عوامل پرداخته‌است.

## ساختار و درون‌مایه کتاب
در بخشی از کتاب آمده:
ممکن است فردا، یا همین امروز عصر، عقیدهٔ دیگری داشته باشم ولی در این لحظه با اطمینان خاطر می‌توانم بگویم: شعر حادثه‌ای است که در زبان روی می‌دهد و در حقیقت، گویندهٔ شعر، با شعر خود، عملی در زبان، انجام می‌دهد که خواننده، میان زبان شعری او، و زبان روزمرّه و عادی ـ یا به قول ساختگرایان چک: زبان اتوماتیکی ـ تمایزی احساس می‌کند. این تمایز می‌تواند علل بسیاری داشته باشد، عللی شناخته شده و عللی غیرقابل شناخت. اتفاقاً شعر حقیقی، شعر ادبی، همان شعری‌است که علت تمایز آن از زبان مبتذل و معمول، در تمام ساحات، قابل تعلیل و تحلیل نیست. نمونه‌اش شعر حافظ. شما نمی‌توانید بگویید در:
| زهد من با تو چه سنجد که به یغمای دلم |  | مست و آشفته به خلوتگه راز آمده‌ای |

تمایز این زبان، از زبان مبتذل روزمرّه، در توازن دو مصرع و برابری آنها با وزن «فاعلاتن فعلاتن فعلاتن فعلات» است که مثلاً در زبان روزمرّه کسی به صورت موزون سخن نمی‌گوید، و نیز نمی‌توانید بگویید هم‌آهنگی و تقارن قافیه‌های راز و ناز در طول غزل و … است و نیز نمی‌توانید کاربرد تک تک کلمات را که متمایز از زبان روزمرّه است، دلیل شعریت آن بدانید، و می‌بینید که هیچ استعاره و مجاز و کنایه و تشبیهی هم در آن نیست، هرچه هست در نفس کاربرد زبان‌است.
یکی از صورتگرایان روسی، شعر را «رستاخیز کلمه‌ها» خوانده است، او درست به قلب حقیقت دست یافته، زیرا در زبان روزمرّه، کلمات طوری به‌کار می‌روند که اعتیادی و مرده‌اند، و به هیچ روی توجه را جلب نمی‌کنند ولی در شعر، و ای بسا که با مختصر پس و پیش شدن، این مردگان زندگی می‌یابند و یک کلمه که در مرکز مصراع قرار می‌گیرد سبب زندگی تمام کلمات دیگر می‌شود. مثلاً همان تعبیر «چه سنجد؟» در بیت حافظ، مرکز این رستاخیز است. معلوم نیست چگونه، درین بافت، این تعبیر چنین تشخص و تمایزی یافته‌است. به‌طور مبهم می‌توان آن را احساس کرد امّا علت و راز آن را نمی‌توان بیان داشت. منظور، استعمال «چه سنجد با…» درین مورد خاص است نه این‌که تصور کنید، چنین تعبیری اختراع حافظ است، ادبیات فارسی (نظم و نثر قبل از حافظ) پر است از این تعبیر و شاید، بی‌فایده نباشد یادآوری این نکته که یکی از شاعران بزرگ خودمان نیز گویا، شعر را رستاخیز کلمات تلقی می‌کرده‌است و عقیده داشته‌است که این رستاخیز کلمات سبب «حشر معانی»، می‌شود و این تعبیر حشر معانی او، خود چشم‌انداز دیگری‌است از این مفهوم:
| بیدل! سخنم کارگه حشر معانی است |  | چون غلغلهٔ صور قیامت کلماتم |

اگر بپذیریم که مرز «شعر و ناشعر» همین رستاخیز کلمه‌هاست، یعنی تمایز و تشخص بخشیدن به واژه‌های زبان، آنگاه به این نتیجه خواهیم رسید که چون «رستاخیز کلمه‌ها» یا صورت تشخص یافتن آن‌ها در زبان، می‌تواند هم علل و هم صوَر بسیاری داشته باشد، پس شعر هم می‌تواند تعاریف متعدد از چشم‌اندازهای متعدد، داشته باشد. کسی که در تعریف شعر، وزن و قافیه را اساس قرار می‌دهد، درک او از قیامت کلمه‌ها، و تمایز زبان شعر از زبان مبتذل و اتوماتیکی، در حد وجود وزن و قافیه یا عدم آنهاست، آن‌که فراتر ازین می‌رود، و شعر را در کاربرد مجازی زبان تعریف می‌کند، او نیز تمایز یا قیامت کلمات را در جابه‌جا شدن مورد استعمال آن‌ها می‌داند، و بدین گونه هرکسی از ظن خود، یار این مفهوم می‌شود.
از آنجا که قوانین ادب و تحقیقات زبانشناسی و بوطیقاهای کهنه و نو، هیچ‌گاه نخواهند توانست علل پیچیده و رازهای سر به مهر شاهکارهای شعری را تعلیل و تحلیل کنند، هیچ‌گاه، هیچ‌کس نخواهد توانست از شعر تعریفی جامع و مانع عرضه دارد و هر کس به تناسب آگاهی‌هایی که در جهت شناخت و تمایز ساحت‌های زبانی از یکدیگر دارد، تعریفی از شعر عرضه می‌کند و پس از چندی بر اثر تغییر میزان آگاهی او از تمایز ساحت‌های زبانی، تعریفش نیز از شعر دگرگون می‌شود و به همین دلیل بود که من در آغاز این یادداشت متذکر شدم که این عقیدهٔ من است در این لحظه و شاید فردا یا همین امروز عصر، عقیده‌ام دگرگون شود. از همین‌جا می‌توان طبقاتی بودن مصداق و نسبی بودن مفهوم شعر را نیز دریافت.

## فهرست کتاب
- تحریر محل نزاع (به‌جای مقدمه)

بخش ۱
- ۱. شعر: رستاخیز کلمات
- ۲. وزن و موسیقی شعر
- ۳. تعاریف قافیه
- ۴. نقش‌های قافیه در ساختار شعر
- ۵. قافیه در ادبیات و شعر ملل
- ۶. ردیف: ویژگی شعر ایران
- ۷. نقد قافیه‌اندیشی
- ۸. نگاهی به قالب‌های شعر فارسی

بخش ۲
- ۱. شعر منثور
- ۲. در جستجوی عناصر موسیقایی شعر منثور
- ۳. مبانی موسیقایی صنایع بدیعی
- ۴. دلالت موسیقایی کلمات

بخش ۳
- ۱. فارابی و موسیقی شعر.
- ۲. از موسیقی کیهانی تا موسیقی شعر (آراء فلاسفهٔ اخوان الصفا)
- ۳. ابن‌سینا و موسیقی شعر
- ۴. شعر و اوزان شعر: ابن سینا و طبقه‌بندی بحور عروضی

بخش ۴
- ۱. یکی از عوامل ساخت و صورت در موسیقی شعر فردوسی
- ۲. چندآوایی موسیقی در منظومهٔ شمسی غزل‌های مولانا
- ۳. این کیمیای هستی: عامل موسیقایی در تکامل جمال‌شناسی شعر حافظ

بخش ۵
- ۱. رودکی و رباعی
- ۲. نکته‌ای در استمرار اوزان غیرعروضی
- ۳. کهن‌ترین نمونهٔ «بحر طویل فارسی» و رابطهٔ آن با «بند» عربی
- ۴. منظومه‌ای حماسی در وزن هجایی از قرن هشتم هجری
- ۵. دربارهٔ سابقهٔ وزن هجایی در زبان فارسی
- ۶. تجربهٔ شعر فارسی در عروض هندی
- ۷. تجربهٔ عروض آزاد در قرن دوازدهم
- ۸. یکی از خسروانی‌های باربد، کهن‌ترین نمونهٔ شعر فارسی
- ۹. باربد و بربط

بخش ۶
- ذیل: ترجمهٔ شعرهای عربی
- واژه‌نامهٔ فارسی ـ انگلیسی
- واژه‌نامهٔ انگلیسی ـ فارسی
- فرهنگوارهٔ موضوعی
- فهرست اعلام
- مشخصات مراجع

## وضعیت انتشار
این کتاب ابتدا در سال ۱۳۵۸ چاپ شد، سپس در سال ۱۳۶۸ متن گسترش‌یافتهٔ آن را نشر آگه منتشر کرد.